# ناحیه کدکننده ژن
ناحیهٔ کُدکنندهٔ یک ژن که با عنوان توالی کدکننده (CDS) نیز شناخته می‌شود، بخشی از دی‌ان‌ای یا آران‌ای ژن است که پروتئین را کد می‌کند. مطالعهٔ طول، ترکیب، تنظیم، اتصال، ساختار و عملکرد مناطق کدکننده در مقایسه با مناطق غیرکدکننده در گونه‌ها و دوره‌های زمانی مختلف می‌تواند اطلاعات مهمی در مورد سازماندهی ژن و تکامل پروکاریوت‌ها و یوکاریوت‌ها ارائه دهد. این موضوع همچنین می‌تواند به نقشه‌برداری از ژنوم انسان و توسعهٔ ژن‌درمانی کمک کند.

## تعریف
اگرچه این اصطلاح گاهی به‌جای اگزون نیز به‌کار می‌رود، اما مفهومی دقیقاً یکسان نیست: اگزون از ناحیهٔ کدکننده و همچنین از ناحیه ۳' و ۵' ترجمه نشدهٔ آران‌ای تشکیل شده‌است. نواحی ترجمه نشدهٔ ۳' و ۵' آران‌ای، که پروتئینی را کد نمی‌کنند، مناطق غیرکدکننده نامیده می‌شوند.
اغلب بین تعریف مناطق کدگذاری و اگزوم‌ها (مجموع تمامی اگزون‌ها) سردرگمی وجود دارد اما در واقع تمایز واضحی بین این اصطلاحات وجود دارد. اگزوم به تمام اگزون‌های یک ژنوم اشاره دارد اما ناحیهٔ کدکننده به بخش ویژه و منفردی از دی‌ان‌ای یا آران‌ای اشاره دارد که به‌طور خاص، نوع خاصی از پروتئین‌ها را کد می‌کند.

## ساختار و ترکیب

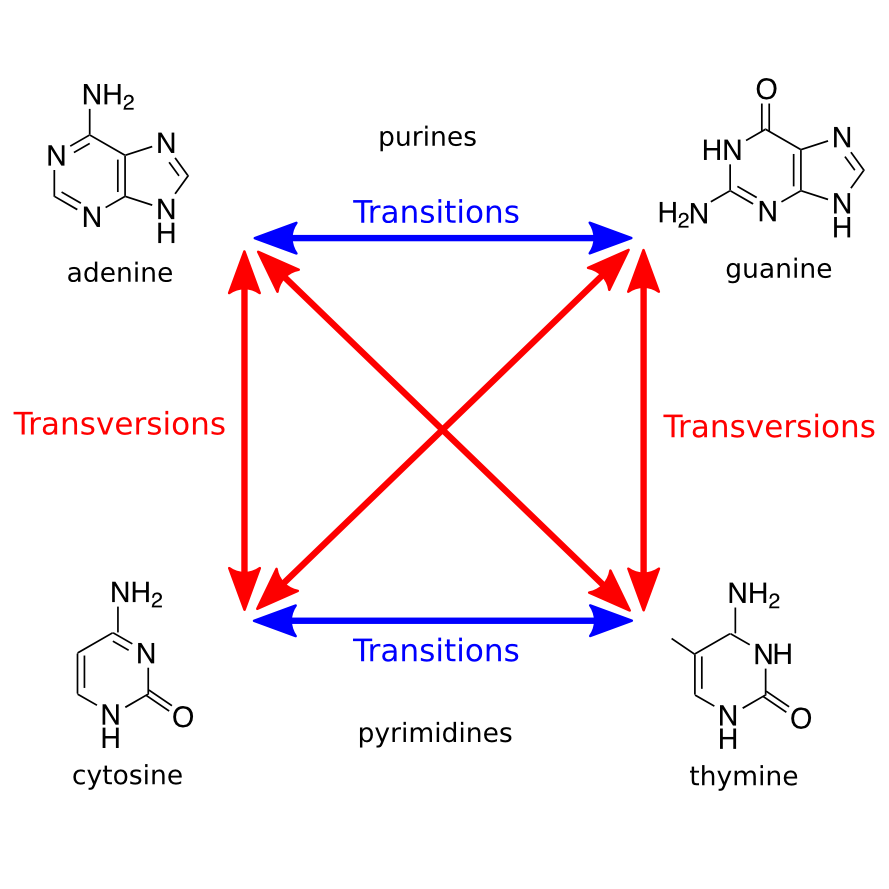
انواع جهش نقطه‌ای

تصور می‌شود که ناحیهٔ کدگذاری، حاوی محتوای سیتوزین-گوانین بالاتری نسبت به مناطق غیرکدکننده است. پژوهشهای بیشتری وجود دارد که نشان می‌دهد هر چه رشتهٔ کدگذاری طولانی‌تر باشد، محتوای سیتوزین-گوانین بالاتر است.
مناطق ضروری کدگذاری (غنی از ژن) دارای محتوای سیتوزین-گوانین بالاتر و در مقایسه با مناطق کمکی و غیرضروری (فقیر از ژن) پایدارتر و در برابر جهش مقاوم‌تر هستند.

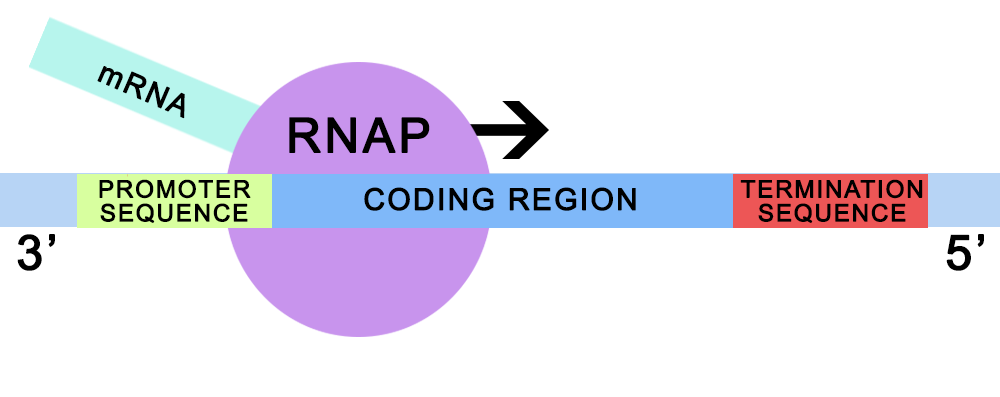
رونویسی: آران‌ای پلی‌مراز (RNAP) از یک رشته دی‌ان‌ای الگو استفاده می‌کند و از توالی پروموتر (سبز) شروع به کدگذاری می‌کند و به دنبالهٔ پایان‌دهنده (قرمز) ختم می‌شود تا کل ناحیهٔ کدکننده را در pre-mRNA (teal) در بر بگیرد.

در دی‌ان‌ای، ناحیهٔ کدکننده توسط توالی پروموتر در انتهای '۵' رشتهٔ الگو و توالی خاتمه در انتهای '۳ احاطه شده‌است. در طول رونویسی، آران‌ای پلی‌مراز به دنبالهٔ پروموتر متصل می‌شود و در امتداد رشتهٔ الگو به‌سوی ناحیهٔ کدکننده حرکت می‌کند. سپس آران‌ای پلی‌مراز، نوکلئوتیدهای آران‌ای را به‌صورت مکمل به ناحیهٔ کدکننده اضافه می‌کند تا آران‌ای پیام‌رسان را تشکیل دهد و اوراسیل را به‌جای تیمین جایگزین کند. این فرایند تا زمانی ادامه می‌یابد که آران‌ای پلی‌مراز به محل دنبالهٔ خاتمه برسد.
پس از رونویسی و بلوغ، آران‌ای پیام‌رسان بالغ تشکیل‌شده، بخش‌های متعددی را در بر می‌گیرد که برای ترجمهٔ نهایی آن به پروتئین مهم است. ناحیهٔ کدکننده در آران‌ای پیام‌رسان توسط ناحیهٔ ترجمه‌نشدهٔ ۵' (5'-UTR) و ناحیهٔ ترجمه‌نشدهٔ ۳' (3'-UTR), کلاهک ۵' و دُم پلی‌آدنیله شده احاطه شده‌است. در طول ترجمه، ریبوزوم، اتصال آران‌ای‌های حامل را به ناحیهٔ کدکننده، یعنی ۳ نوکلئوتید در یک زمان (کدون) تسهیل می‌کند. آران‌ای‌های حامل، اسیدهای آمینهٔ مرتبط خود را به زنجیرهٔ پلی‌پپتیدی در حال رشد منتقل می‌کنند و در نهایت، پروتئینی را تشکیل می‌دهند که در ناحیهٔ کدکنندهٔ دی‌ان‌ای اولیه تعریف شده‌است.

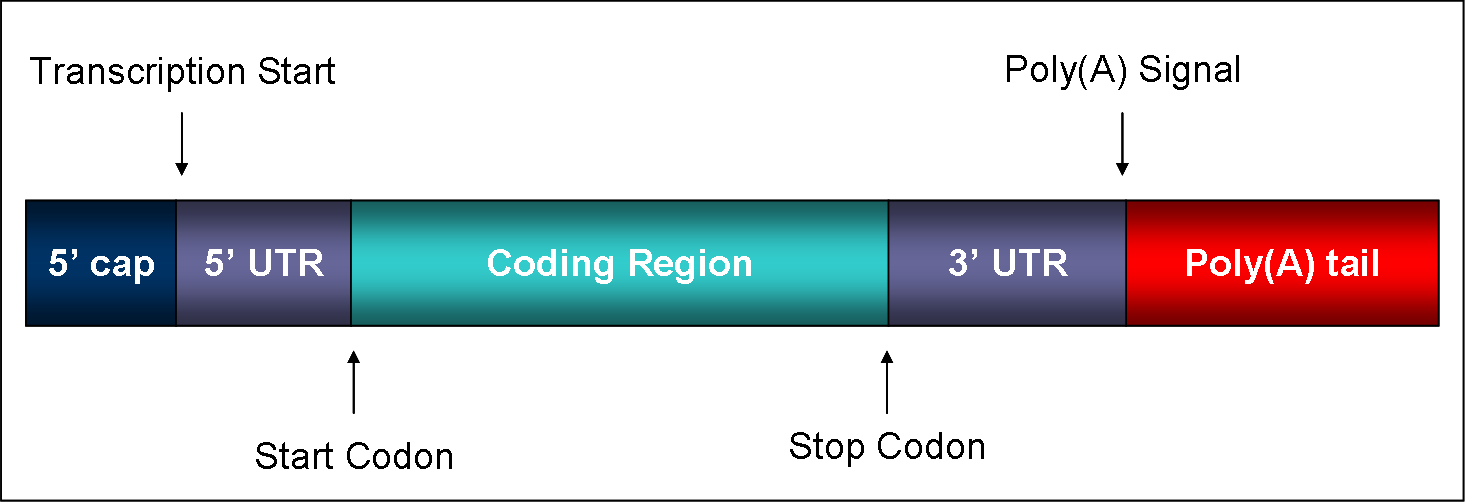
ناحیهٔ کدکننده (دنباله) توسط نواحی ترجمه‌نشده، کلاهک ۵' و دم پلی‌آدنیله احاطه شده‌است که با هم آران‌ای پیک بالغ را تشکیل می‌دهند.

## تنظیم
ناحیهٔ کدکننده، به‌منظور تنظیم بیان ژن، قابل تنظیم و تغییر است.
آلکیل‌دار کردن، یکی از اشکال تنظیم ناحیهٔ کدکننده است. ژنی که رونویسی می‌شد را می‌توان با هدف قرار دادن یک توالی خاص، خاموش کرد. بازها در این دنباله، با استفاده از گروه‌های آلکیل مسدود می‌شوند که اثر «خاموش‌کننده» را ایجاد می‌کنند.
در حالی‌که تنظیم بیان ژن، فراوانی آران‌ای یا پروتئین ساخته‌شده در یک سلول را مدیریت می‌کند، تنظیم این مکانیسم‌ها را می‌توان با یک توالی تنظیمی که پیش از آغاز چارچوب خوانش باز در یک رشته دی‌ان‌ای کنترل می‌شود، کنترل کرد. سپس توالی تنظیمی، مکان و زمانی را که بیان برای یک ناحیهٔ کدکنندهٔ پروتئین رخ می‌دهد تعیین می‌کند.
پیرایش آران‌ای در نهایت تعیین می‌کند که کدام قسمت از توالی، ترجمه و بیان شود و این فرایند، شامل برش اینترون‌ها و کنار هم قرار دادن اگزون‌ها است. با این‌حال، جایی‌که پیرایشگر (اسپلایسوزوم) آران‌ای، برش را انجام می‌دهد، با شناسایی مکان‌های اتصال هدایت می‌شود، به‌ویژه محل اتصال ۵'، که یکی از بسترهای نخستین مرحله در پیوند است. نواحی کدکننده در داخل اگزون‌ها قرار دارند و با پیوند کووالانسی به یکدیگر متصل می‌شوند تا آران‌ای پیام‌رسان بالغ را تشکیل دهند.

## جهش‌ها
جهش در ناحیهٔ کدکننده می‌تواند اثرات بسیار متنوعی بر فنوتیپ یک جاندار داشته باشد. در حالی‌که برخی جهش‌ها در این ناحیه از دی‌ان‌ای/آران‌ای می‌توانند منجر به تغییرات سودمند شوند، برخی دیگر می‌توانند برای بقای جاندار مضر و حتی گاهی کشنده باشند. در مقابل، تغییرات در ناحیهٔ کدگذاری ممکن است همیشه منجر به تغییرات قابل‌تشخیص در فنوتیپ نشود.

### انواع جهش

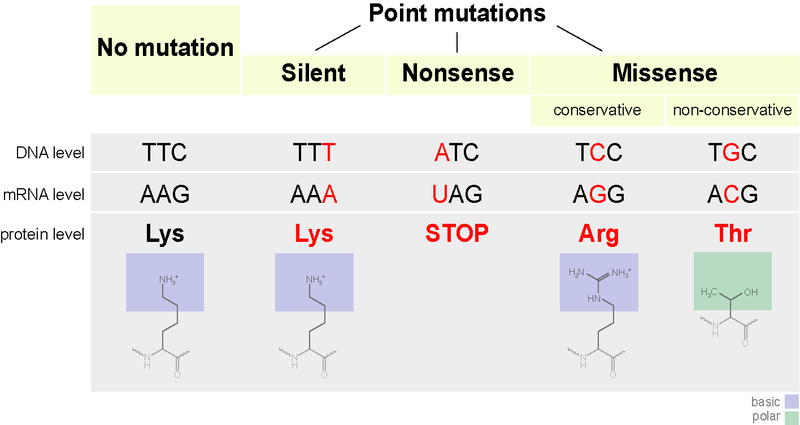
نمونه‌هایی از اشکال مختلف جهش نقطه‌ای که ممکن است در نواحی کدگذاری وجود داشته باشد. چنین تغییراتی ممکن است دارای تغییرات فنوتیپی یا فاقد آن باشند. این موضوع، بستگی به این دارد که آیا آن‌ها اسیدهای آمینهٔ مختلف را در طول ترجمه کد می‌کنند یا نه.

اشکال مختلفی از جهش وجود دارد که می‌تواند در نواحی کدگذاری رخ دهد. یک شکل از آن جهش‌های خاموش است که در آن، تغییر در نوکلئوتیدها پس از رونویسی و ترجمه هیچ تغییری در اسید آمینه ایجاد نمی‌کند. همچنین جهش‌های بی‌معنی وجود دارد که در آن تغییرات پایه در ناحیهٔ کدکننده، کدون توقف زودرس را کد می‌کند و پروتئین نهایی کوتاه‌تری را تولید می‌کند. جهش‌های نقطه‌ای، یا تغییرات تک‌جفت‌باز در ناحیهٔ کدکننده، که اسیدهای آمینهٔ مختلف را در طول ترجمه کد می‌کنند، جهش‌های بدمعنی نامیده می‌شوند. انواع دیگر جهش‌ها شامل جهش‌های تغییر قالب مانند درج یا حذف است.

### وقوع جهش
برخی از انواع جهش‌ها ارثی هستند که از والدین به فرزندان منتقل می‌شوند. چنین نواحی کدگذاری جهش‌یافته در تمام سلول‌های موجود در یک جاندار، وجود دارند. اشکال دیگر جهش‌ها (جهش‌های سوماتیک) در طول زندگی موجودات زنده به‌وجود می‌آیند و ممکن است سلول به سلول ثابت نباشند. این تغییرات می‌تواند توسط جهش‌زاها، سرطان‌زاها یا سایر عوامل محیطی (مثلاً پرتوی فرابنفش) رخ دهند. جهش‌های اکتسابی نیز می‌توانند در نتیجهٔ خطاهای کپی در حین تکثیر دی‌ان‌ای باشند و به زاده‌ها منتقل نشوند. تغییرات در ناحیهٔ کدنویسی نیز می‌تواند به‌صورت de novo (جدید) باشد. تصور می‌شود که چنین تغییراتی در مدت کوتاهی پس از لقاح رخ می‌دهد و منجر به جهشی در دی‌ان‌ای فرزندان می‌شود، در حالی‌که جهشی در سلول‌های اسپرم و تخمک وجود ندارد.

### جلوگیری
مکانیسم‌های رونویسی و ترجمهٔ متعددی برای جلوگیری از مرگ و میر ناشی از جهش‌های مضر در ناحیهٔ کدگذاری وجود دارد. چنین اقداماتی شامل فرایند «تصحیح» (DNA mismatch repair) توسط برخی از دی‌ان‌ای پلیمرازها در طول همانندسازی دی‌ان‌ای، ترمیم عدم تطابق پس از همانندسازی، و " فرضیهٔ لرزش " (Wobble Hypothesis') است.